# KZ Warszawa

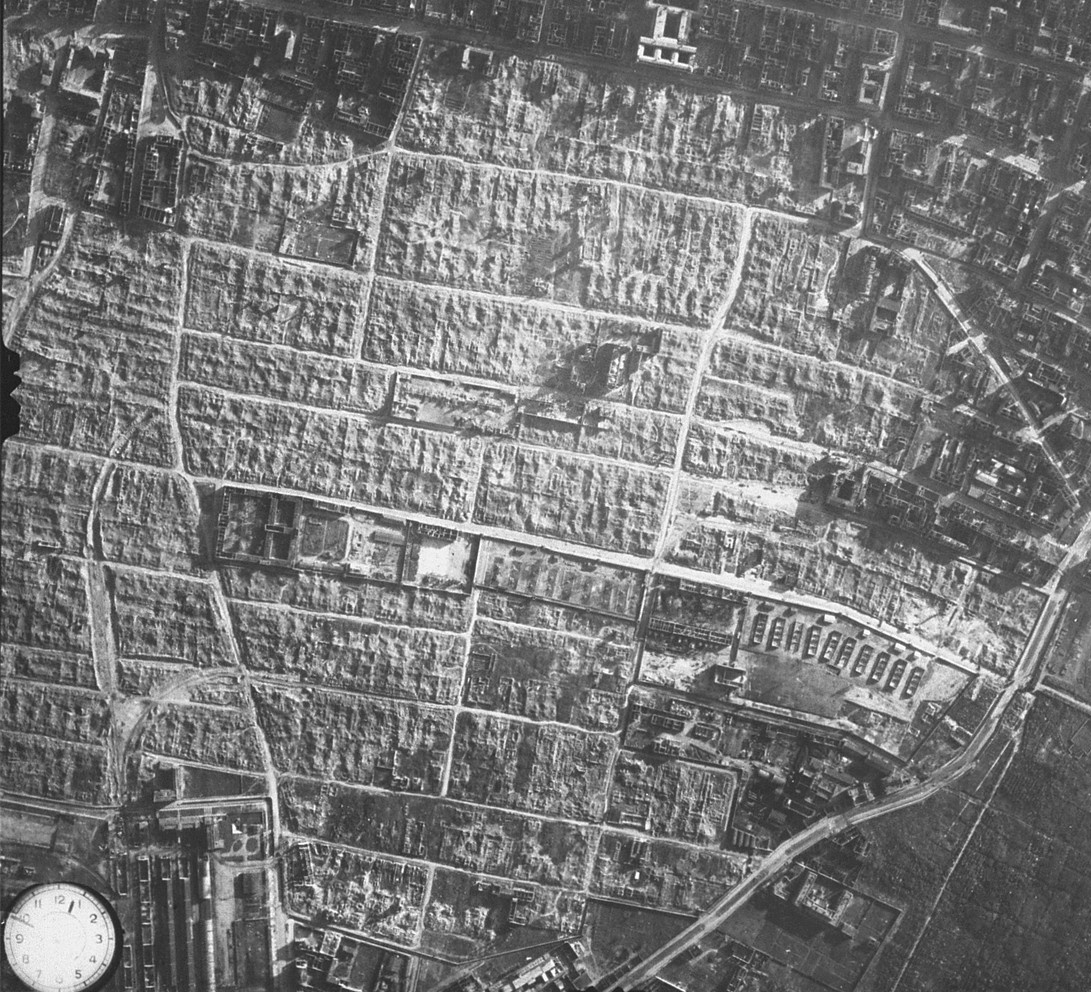
Warszawas getto i ruiner. Foto är taget efter maj 1943. (Lägret är markerat på bilden här:)

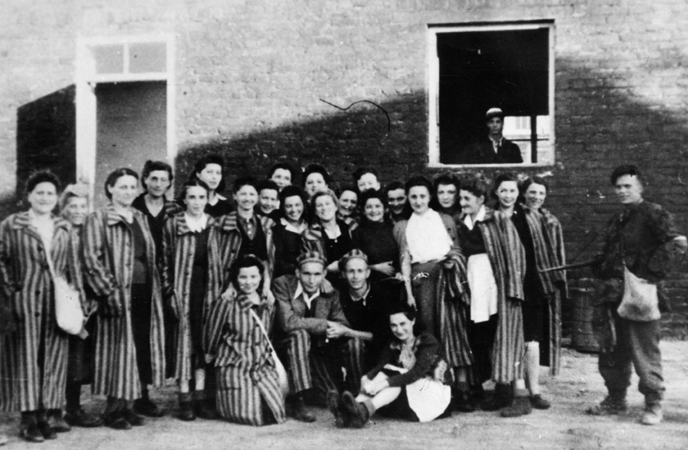
Lägerfångar som befriats av polska Hemarmén, 5 augusti 1944.

Koncentrationslägret Warszawa (tyska: KZ Warschau) upprättades av nazisterna i ruinerna av Warszawas getto under sommaren 1943. Våren 1944 blev det ett underläger till lägret Majdanek, i juli evakuerades de flesta lägerfångar och i samband med Warszawaupproret i augusti befriades de återstående fångarna av den polska Hemarmén.
Syftet med koncentrations- och arbetslägret Warszawa var att använda lägerfångar till att samla in och leta fram allt av värde i ruinerna efter det judiska gettot. Gettot hade likviderats i maj 1943 efter den judiska motståndsrörelsens uppror mot nazisterna. En månads våldsamma strider mellan ett par hundra judiska motståndsmän och ett par tusen tyska soldater och SS-män lämnade efter sig ett getto i ruiner. Tyskarna hade systematiskt rökt ut källare, satt hus i brand och raserat byggnader med granater och artillerield. När striderna var över deporterades de gettoinvånare som överlevt till koncentrationsläger och hela gettoområdet låg i spillror.
Gettot – ruinerna – det som fanns i dem, var fortfarande något av värde för nazisterna. Tegel och metall kunde återanvändas och värdefulla föremål som lämnats kvar av deporterade gettoinvånare i de raserade husen kunde tillvaratas. Allt användbart och av värde i ruinerna skulle grävas fram. För detta ändamål inrättades ett arbetsläger i juli 1943; 300 fångar rekvirerades från Tyskland. Under hösten kom ytterligare 3 683 fångar från Auschwitz. Lägerfångarna, från bland annat Grekland, Frankrike och Nederländerna, fick bo i baracker och i ruinerna kring det tidigare gettofängelset Gęsiówka som låg centralt i området.
I april 1944 blev lägret ett satellitläger till Majdanek och fick det officiella namnet Konzentrationslager Lublin: Arbeitslager Warschau. 
De judiska lägerfångarna beordrades söka igenom källare, vindsutrymmen och spillror av lägenheter efter värdesaker. De tvingades också bränna liken av de Warszawabor som låg döda bland ruinerna, de som arkebuserats eller avlidit i fängelset. För att sköta grävskopor och bulldozers samt anlägga sprängladdningar anställde SS tyska och polska arbetare. 
Lägret evakuerades i slutet av juli 1944. När de sista 350 fångarna utförde det slutgiltiga arbetet inför lägrets likvidering utbröt Warszawaupproret. Den 5 augusti intog Armia Krajowa (den polska Hemarmén) koncentrationslägret och fångarna befriades.

### Fotnoter
1. ↑  Engelking & Leociak, 2009, s. 801
2. ↑  Engelking & Leociak, 2009, s. 802